# Euphyia consequata
Euphyia consequata là một loài bướm đêm trong họ Geometridae.